# The Gerogerigegege
The Gerogerigegege é um projeto musical criado em 1985 em Tóquio por Juntaro Yamanouchi, que administra e mantém o selo Vis a Vis no Japão. O nome do grupo combina as palavras em Japonês para vômito (gero) e diarreia (geri) com o que deveria ser o som dos dois atos acontecendo simultaneamente (gegege). Também foi interpretado como "vômito, diarreia, ha ha ha", embora "ge" também seja usado como um som onomatopaico de nojo e irritação, possibilitando ainda mais interpretações. Para descrever a banda, Yamanouchi usa o termo "Japanese Ultra Shit Band", em português algo como "Banda de Merda Total Japonesa".
Apesar de serem frequentemente categorizados como música noise pesada, junto a artistas como Merzbow e Masonna, The Gerogerigegege já lançou álbuns que podem ser classificados como rock'n'roll (Sexual Behaviour in the Human Male), noise (45 RPM Performance), e música ambiente (None Friendly, Endless Humiliation), além de vários outros misturando esses estilos com gravações existentes. O grupo é bastante lembrado pelo seu álbum Tokyo Anal Dynamite, de 1990, que consiste em 75 músicas, todas com menos de 1 minuto de duração, que serve como uma fusão de Ramones com Naked City, projeto músical de John Zorn.
Yamanouchi é homossexual e cross-dresser, o que não é incomum no mundo da música japonesa experimental, e além dele, o membro mais regular e conhecido da banda é Gero 30, que conheceu em um clube S&M, um exibicionista que costumava se masturbar durante os shows. Masturbação é chamada de "senzuri" (千擦り; literalmente "mil esfregadas") no Japão, e se tornou a marca registrada da banda.
The Gerogerigegege também é conhecido por lançar edições extremamente limitadas, como Shōwa de 1989, que mistura uma gravação de pessoas fazendo sexo com Kimi Ga Yo, o hino nacional japonês, e o EP Night, que, depois do típico "1, 2, 3, 4", apresenta o que parece ser a gravação de alguém defecando. O álbum Recollections Of Primary Masturbation contém 338 músicas, incluindo o álbum Tokyo Anal Dynamite em uma faixa, e dez minutos em outras duas contendo 223 músicas novas. Eles também lançaram alguns álbuns não musicais e conceituais como o this is a shaking box music part 2, que é uma cópia cassete destruída do EP Mother Fellatio. Conceitos igualmente excêntricos estão presentes em todo o catálogo da banda, e frequentemente, quanto mais ridículo é o tema ou a embalagem do CD, mais procurado ele é pelos fãs da banda. Cópias de algumas gravações são comercializadas por milhares de dólares.

## Discografia

### Álbuns
- THE GERO-P – Studio And Live (1985)
- Senzuri Champion (1987)
- 昭和 [Shōwa] (1988)
- Tokyo Anal Dynamite (1990)
- Live Greatest Hits (1991)
- Senzuri Power Up (1991)
- 45RPM Performance (1992)
- Hotel Ultra (1993)
- Nothing to Hear, Nothing to... 1985 (1993)
- Endless Humiliation (1994)
- Instruments Disorder (1994)
- SINGLES 1985-1993 (1994)
- Mort Douce Live (1996)
- Recollections Of Primary Masturbation (1998)
- Hell Driver (1999)
- None Friendly (1999)
- RRRecycled Music (~1999)
- Saturday Night Big Cock Salaryman (2001)
- 燃えない灰 (Moenai Hai) (2016)
- Uguisudani Apocalypse (2019)
- Piss Shower Girlfriend (2020)
- >(decrescendo) (2020)
- 直美のオナニーと若草寮案内 RE-ISSUE (2021)
- >(decrescendo) Final Chapter (2022)

### Singles / EPs
- Sexual Behavior in the Human Male EP (1988)
- all my best, with love juntaro (~1990)
- william bennett is my dick (~1990)
- no sound (~1990)
- SENZURI MONKEY METAL ACTION (1992)
- 北の丸百景 [kitanomaru hyakkei] (1993)
- Night (1993)
- Yellow Trash Bazooka EP (1993)
- Mother Fellatio EP (1993)
- Life Documents (1994)
- SENZURI FIGHT BACK (1994)
- ALL YOU NEED IS AUDIO SHOCK (1995)
- Veel Plezier met de Gerogerigegege! (1995)
- WRECK OF ROCK'N'ROLL FORMER SELF (1995)
- Gay Sex Can Be Aids (split w/ Origami Erotika) (1996)
- Seven Inches Of Meat (split w/ Origami Erotika) (1996)
- "Ramones" (split w/ Bastard Noise) (1996)
- 靖國神社 [yasukuni jinja] (1996)
- ETERNAL ENERGY (split w/ Psyalpinx) (1997)
- HGI (~1998)
- Early Dream Exit (2000)
- live in USA (split w/ Crowd Surfers Must Die) (2001)
- The Gerogerigegege (2017)

### Compilações
- Singles 1985–1993 (1994)
- Recollections of Primary Masturbation (1998)
- All You Need Is an Audio Shock by Japanese Ultra Shit Band (2012)